# K (漫画)
『K』（ケイ）は、谷口ジロー（原作：遠崎史朗）の漫画。『リイドコミック』（リイド社）に連載された。
ヒマラヤを舞台に登山の怖さや素晴らしさを描いた作品。一旦、単行本が出版されたが、その後に描かれた1編を加え完全版が出ている。

## あらすじ
ヒマラヤの山麓の村に地元の少女と暮らしている日本人と思われる男がいた。彼は「K」と呼ばれ、通常は目立たない暮らしをしているが、救出不可能と思われる遭難事故に際し最高の登山家としての能力を発揮する。彼が髭を剃る時、奇跡は起きる。

## 作品リスト
各話のタイトルには、いずれもKが人命救助のために登攀した山名が冠されている。いずれも登攀至難とされている著名なジャイアント（高峰、魔の山）ばかりである。
- K2 （8,611 m）
- プモ・リ （7,161m）
- エベレスト （8,844 m）
- ローツェ （8,545 m）
- マカルー （8,462 m）
- カイラス （6,656 m）